# Venantino Venantini
Venantino Venantini (17 de abril de 1930 — 9 de octubre de 2018) fue un actor italiano. Era padre de Vera y Luca Venantini y apareció en más de 140 películas entre 1954 y 2018. 
Hizo su debut en el cine con la aparición en la película Un giorno in pretura de Steno y su primer protagonista fue Odissea Nuda (1961), dirigida por Franco Rossi. Entre sus 150 películas, destacan Les Tontons flingueurs, Amore libero - Free Love, Black Emanuelle o City of the Living Dead. 
Trabajó junto a actores como Lino Ventura, Yves Montand, Alain Delon y Gérard Depardieu y con directores como Ettore Scola, Luciano Salce y Dino Risi y franceses como Georges Lautner, Gérard Oury and Claude Lelouch.

## Filmografía seleccionada
| - No Sun in Venice (1957) - Ben Hur (1959) – Palefrenier de la course de chars (uncredited) - Odissea nuda (1961) – Film Maker - Pastasciutta nel deserto (1961) – Malapaga - La guerra continua (1962) – Alberto - The Captive City (1962) – Gen. Ferolou - Les Tontons flingueurs (1963) – Pascal - Il vuoto (1964) – Andrea Masi - Salad by the Roots (1964) – Pierre Michon - Le conseguenze (1964) – Valerio - La Celestina P... R... (1965) – Carlo - Le Corniaud (1965) – Mickey dit le bègue ou la souris - The Agony and the Ecstasy (1965) – Paris De Grassis - Galia (1966) – Greg - Balearic Caper (1966) – Giuliano - Le Grand Restaurant (1966) – Henrique - La grande sauterelle (1967) – Vladimir - Round Trip (1967) – Marc Daumel - Bandidos (1967) – Billy Kane - The Killer Likes Candy (1968) – Costa - Love in the Night (1968) – Bollert - Anzio (1968) – Capt. Burns - Emma Hamilton (1968) – Le prince Carraciola - The Libertine (1968) – Aurelio - Hate Is My God (1969) – Sweetley - Erotissimo (1969) – Sylvio - Playgirl 70 (1969) - The War Devils (1969) – Heinrich Meinike - Are You Engaged to a Greek Sailor or an Airline Pilot? (1970) – Ministre - The Priest's Wife (1970) – Maurizio - Quella chiara notte d'ottobre (1970) - Macédoine (1971) – Brian Goffy - Laisse aller... c'est une valse (1971) – Tosca - La araucana (1971) – Pedro de Valdivia - Per amore o per forza (1971) – Padre di Jane - Delusions of Grandeur (1971) – Del Basto - Il était une fois un flic... (1972) – Felice – le tueur - La rossa dalla pelle che scotta (1972) - Le Rempart des béguines (1972) – Max - Master of Love (1972) – Soldier from Sicily - Seven Deaths in the Cat's Eye (1973) – Father Robertson - Profession: Aventuriers (1973) – Pablo - Number One (1973) – Rudy - The Police Serve the Citizens? (1973) – Mancinelli - Un modo di essere donna (1973) – Simone - Troppo rischio per un uomo solo (1973) – Piero Albertini - Le führer en folie (1974) – Italian waiter / valet - And Now My Love (1974) – Very Italian Italian Man - Amore libero – Free Love (1974) – Chavad - Emanuelle negra (Emanuelle nera) (1975) – William Meredith - Emmanuelle 2 (1975) – The Polo Player - Calore in provincia (1975) – Santuzzo - Una cama en la plaza (Il letto in piazza) (1976) – 'Bogart' - Emanuelle negra se va al Oriente (Emanuelle nera: Orient reportage) (1976) – David - A.A.A. cercasi spia... disposta spiare per conto spie (1976) – Roger, Capo della CIA - Juventud armada y peligrosa (Liberi armati pericolosi) (1976) – Sign. Morandi - Il pomicione (1976) – Renato - Nine Guests for a Crime (1977) – Walter - De guante blanco (Rene the Cane) (1977) – Carlo - La otra mitad del cielo (L'altra metà del cielo) (1977) – Mister Rickie - La Bidonata (1977) – The Frenchman - La bravata (1977) – Walter - Los jóvenes leones (Il grande attacco) (1978) – Michael - Emanuelle y el imperio de las pasiones (La via della prostituzione) (1978) – Giorgio Rivetti - La guerra de los robots (La guerra dei robot) (1978) – Paul - La chica del atardecer (Primo amore) (1978) – Emilio, TV channel owner - La Cage aux Folles (1978) – Le chauffeur de Charrier - The Concorde Affair (1979) – Forsythe - Yo impongo mi ley a sangre y fuego (Flic ou voyou) (1979) – Mario - El humanoide (L'umanoide) (1979) - Matar al testigo (Da Corleone a Brooklyn) (1979) – Lt. Danova | - Gardenia (1979) – Nocita - On est venu là pour s'éclater (1979) – Norbert - Tre sotto il lenzuolo (1979) - Riavanti... Marsch! (1979) – Sergeant Sconocchia - Terror Express (1980) – Mike - Sexo profundo (Sesso profondo) (1980) – Mr. Murphy - La terrazza (1980) – Un ospite - Zapatones (Piedone d'Egitto) (1980) – Ruotolo - Beast in Space (1980) – Juan Cardoso - La padrina (1980) - Cannibal Apocalypse (1980) – Lieutenant Hill (uncredited) - Luca el contrabandista (Luca il contrabbandiere) (1980) – Captain Tarantino - Miedo en la ciudad de los muertos vivientes (Paura nella città dei morti viventi) (1980) – Mr. Ross - Caníbal feroz (Cannibal Ferox) (1981) – Sgt. Ross - Longshot (1981) – Henri Bresson - Jaimito el chulo (Giggi il bullo) (1982) – Don Salvatore - Sesso e volentieri (1982) – Hombre en el cine - Dio li fa poi li accoppia (1982) – Occhipinti - Los nuevos bárbaros (I nuovi barbari) (1982) – Padre Moses - El exterminador de la carretera (Il giustiziere della strada) (1983) – John - Attention une femme peut en cacher une autre! (1983) – Nino - Le bon roi Dagobert (1984) – Demetrius, mercader - Windsurf – Il vento nelle mani (1984) – Walter - Lady Halcón (Ladyhawke) (1985) – Secretario del obispo - Liberté, égalité, choucroute (1985) – Un sans culotte - La furia del coloso (Le avventure dell'incredibile Ercole) (1985) – High Priest - Los clandestinos de Asís (The Assisi Underground) (1985) – Pietro - Final Justice (1985) – Joseph Palermo - Los Sueños Eróticos de Cleopatra (Sogni erotici di Cleopatra) (1985) – Dolabella (sin acreditar) - De flyvende djævle (1985) – Luigi - The Lion's Share (1985) – Enzo Gatti - El arrepentido (Il pentito) (1985) - Superfantagenio (1986) – Puncher - Amor y pasión (Capriccio) (1987) – Alfredo - Madame, nuda è arrivata la straniera (1989) – Fisher (sin acreditar) - Vainilla y fresa (Vanille fraise) (1989) – Anselmo - La puta del rey (La putain du roi) (1990) – Luis de Aragón - Crazy Underwear (1992) – Alessia's Father - Madrugada de sangue (1992) - Il respiro della valle (1992) - Blu notte (1992) – Father - Giovani e belli (1996) – Buby - L'amico di Wang (1997) – Ezio - The Eighteenth Angel (1997) – Clockmaker - We'll Really Hurt You (1998) – Pietro - The Dinner (1998) - Toni (1999) – Minelli - Livraison à domicile (2003) – Giuseppe, le père de Thomas - Ho visto le stelle (2003) – Duilio Masera - Atomik Circus: El regreso de James Bataille (Atomik Circus – Le retour de James Bataille) (2004) – Matt Kelso - Could This Be Love? (2007) – Della Ponte - I Always Wanted to Be a Gangster (2007) – Joe - The Hideout (2007) – Telephone Installer - Nos 18 ans (2008) – Marcello - The Museum of Wonders (2010) – Master of Ceremonies - 22 balas (L'immortel) (2010) – Padovano - Pecado de sangre (Bloody Sin) (2011) – Il prelato - Hyde's Secret Nightmare (2011) – Barman - Phantasmagoria (2014) – Grandpa (segment "My Gift to You") - P.O.E. Pieces of Eldritch (P.O.E. 3) (2014) - Papa lumière (2015) – Le gérant de l'hôtel - Un plus une (2015) – Henri - The Very Private Life of Mister Sim (2015) – Monsieur Matteotti père - Marseille (2016) – Giovanni - Vive la crise (2017) – Luigi Pirandello - Maryline (2017) – Elio, le patron du restaurant |